# Carla Ríos
Carla Lorena Ríos Paz (* 1. Mai 1998) ist eine bolivianische Leichtathletin, die sich auf den Hochsprung spezialisiert hat, aber auch im Weitsprung an den Start geht.

## Sportliche Laufbahn
Erste internationale Erfahrungen sammelte Carla Ríos im Jahr 2017, als sie bei den Panamerikanischen-U20-Meisterschaften in Trujillo mit übersprungenen 1,65 m den elften Platz im Hochsprung belegte und im Weitsprung mit 5,05 m auf Rang 15 gelangte. Im Jahr darauf nahm sie im Hochsprung an den Südamerikaspielen in Cochabamba teil und klassierte sich dort mit einem Sprung über 1,65 m auf dem siebten Platz. 2019 wurde sie dann bei den Südamerikameisterschaften in Lima mit 1,65 m Achte und bei den erstmals ausgetragenen Leichtathletik-Hallensüdamerikameisterschaften 2020 in Cochabamba belegte sie mit neuem Hallenrekord von 1,73 m Rang vier. 2021 wurde sie bei den Südamerikameisterschaften in Guayaquil mit übersprungenen 1,65 m Achte und im Jahr darauf gewann sie bei den Hallensüdamerikameisterschaften in Cochabamba mit 1,70 m die Bronzemedaille hinter den Brasilianerinnen Sarah Freitas und Arielly Monteiro. Im Mai gelangte sie bei den Ibero-Amerikanischen Meisterschaften in La Nucia mit 1,70 m auf Rang zwölf und anschließend wurde sie bei den Südamerikaspielen in Asunción mit 1,65 m Achte. 2024 gewann sie bei den Hallensüdamerikameisterschaften in Cochabamba mit 1,70 m erneut die Bronzemedaille hinter der Brasilianerin Valdiléia Martins und María Isabel Arboleda aus Kolumbien, nachdem sie kurz zuvor den Landesrekord auf 1,75 m verbessert hatte. Im Jahr darauf belegte sie bei den Hallensüdamerikameisterschaften ebendort mit 1,70 m den vierten Platz.
In den Jahren 2018 und 2019 sowie von 2021 bis 2024 wurde Ríos bolivianische Meisterin im Hochsprung sowie 2018 auch im Weitsprung. Zudem wurde sie 2020 und 2022 sowie 2024 und 2025 Hallenmeisterin im Hochsprung.

## Persönliche Bestleistungen
- Hochsprung: 1,75 m, 14. Januar 2024 in Cochabamba (bolivianischer Rekord)
- Weitsprung: 5,46 m (−1,6 m/s), 17. Juni 2021 in Cochabamba